# Heteromyia fasciata
Heteromyia fasciata is een muggensoort uit de familie van de knutten (Ceratopogonidae). De wetenschappelijke naam van de soort is voor het eerst geldig gepubliceerd in 1825 door Say.